# José Antônio Aparecido Tosi Marques
José Antônio Aparecido Tosi Marques, né le 13 mai 1948 à Jaú ,dans l'État de São Paulo au Brésil, est un archevêque catholique brésilien, archevêque de Fortaleza de 1999 à 2023.

## Biographie
Né à Jaú en 1948 d'Antonio Marques de Toledo et d'Arminda Tosi Marques, il est l'aîné de six frères. Il fait ses études primaires et secondaires à Barra Bonita (1955-1965) et au petit séminaire de São Carlos (1966-1967).
Il étudie la philosophie au séminaire diocésain de São Carlos (pt) (1968-1970) et la théologie au Studium Theologicum Claretianum de Curitiba (1971-1974).
Ordonné prêtre le 8 décembre 1974 à Barra Bonita par Mgr Constantino Amstalden, il devient curé à Santo Antônio (Vila Prado), São Carlos, et coordonnateur diocésain de la pastorale vocationnelle.
Il est également directeur spirituel, professeur et recteur du séminaire diocésain de São Carlos.
Le 10 juillet 1991, il est nommé évêque auxiliaire de São Salvador da Bahia. Il reçoit l'ordination épiscopale le 20 septembre suivant des mains du cardinal Lucas Moreira Neves, assisté des évêques Constantino Amstalden (pt) et Rubens Augusto de Souza Espínola (en).
Le 13 janvier 1999, il est nommé archevêque métropolitain de Fortaleza.
Le pape François accepte sa démission le 11 octobre 2023.
Devise épiscopale
« Fiat voluntas tua » (« Que Ta volonté soit faite »)

## Succession apostolique
José Antônio Aparecido Tosi Marques a ordonné les évêques suivants :
- Cardinal Sérgio da Rocha (2001)
- Évêque Plínio José Luz da Silva (pt) (2001)
- Évêque José Luiz Ferreira Salles (pt), C.SS.R. (2006)
- Évêque Rosalvo Cordeiro de Lima (pt) (2011)
- Évêque Fernando Barbosa dos Santos (pt), C.M. (2014)
- Évêque Evaldo Carvalho dos Santos (pt), C.M. (2019)
- Évêque Jesús María López Mauleón (pt), O.A.R. (2019)
- Évêque Aurélio Pinto de Sousa (pt) (2023)